# Каврак
Каврак или Кървачко (на македонска литературна норма: Каврак) е село в североизточната част на Северна Македония, община Кратово.

## География
Селото e разположено източно от общинския център Кратово, високо в Осоговската планина.

## История
В XIX век Каврак е малко изцяло българско село в Кратовска кааза на Османската империя. Според статистиката на Васил Кънчов („Македония. Етнография и статистика“) от 1900 г. Кавракъ има 135 жители, всички българи християни.
В началото на XX век население на селото са под върховенството на Българската екзархия. По данни на секретаря на екзархията Димитър Мишев („La Macédoine et sa Population Chrétienne“) през 1905 година в Къврак (Kivrak) има 160 българи екзархисти.
При избухването на Балканската война 2 души от Каврак и 2 души от Кървачко са доброволци в Македоно-одринското опълчение.

## Личности
Родени в Каврак
- Марко Колев, български революционер, четник на Симеон Клинчарски в 1914 година[4]
- Христо Колев, български революционер, четник на Трайко Павлов в 1914 година[5]